# Список астероїдів (221901—222000)
| Назва               | Тимчасове позначення | Дата відкриття    | Місце відкриття            | Відкривач                                              |
| ------------------- | -------------------- | ----------------- | -------------------------- | ------------------------------------------------------ |
| (221901) 2008 KZ32  | 2008 KZ32            | 29 травня 2008    | Обсерваторія Маунт-Леммон  | Обсерваторія Маунт-Леммон                              |
| (221902) 2008 KL38  | 2008 KL38            | 30 травня 2008    | Обсерваторія Кітт-Пік      | Spacewatch                                             |
| (221903) 2008 KY38  | 2008 KY38            | 30 травня 2008    | Обсерваторія Кітт-Пік      | Spacewatch                                             |
| (221904) 2008 KN42  | 2008 KN42            | 31 травня 2008    | Обсерваторія Кітт-Пік      | Spacewatch                                             |
| (221905) 2008 LA8   | 2008 LA8             | 4 червня 2008     | Обсерваторія Кітт-Пік      | Spacewatch                                             |
| (221906) 2008 LN9   | 2008 LN9             | 4 червня 2008     | Обсерваторія Кітт-Пік      | Spacewatch                                             |
| (221907) 2008 LP10  | 2008 LP10            | 6 червня 2008     | Обсерваторія Кітт-Пік      | Spacewatch                                             |
| 221908 Agastrophus  | 2008 QQ              | 21 серпня 2008    | Обсерваторія Наеф-Епендес  | Петер Кохер                                            |
| (221909) 2008 QY14  | 2008 QY14            | 24 серпня 2008    | Обсерваторія Пла-д'Арґін   | Рафаель Феррандо                                       |
| (221910) 2008 QT23  | 2008 QT23            | 31 серпня 2008    | Обсерваторія Гібіскус      | С. Генік, Ноелін Теамо                                 |
| (221911) 2008 QX41  | 2008 QX41            | 27 серпня 2008    | Обсерваторія Ла-Саґра      | Обсерваторія Мальорки                                  |
| (221912) 2008 RU25  | 2008 RU25            | 5 вересня 2008    | Обсерваторія Джорджа       | Дж. Деллінджер, Карл Секстон                           |
| (221913) 2008 RS28  | 2008 RS28            | 2 вересня 2008    | Обсерваторія Кітт-Пік      | Spacewatch                                             |
| (221914) 2008 RW33  | 2008 RW33            | 2 вересня 2008    | Обсерваторія Кітт-Пік      | Spacewatch                                             |
| (221915) 2008 SH8   | 2008 SH8             | 22 вересня 2008   | Сокорро (Нью-Мексико)      | LINEAR                                                 |
| (221916) 2008 SQ81  | 2008 SQ81            | 23 вересня 2008   | Обсерваторія Наеф-Епендес  | Петер Кохер                                            |
| 221917 Opites       | 2008 SD83            | 26 вересня 2008   | Обсерваторія Таунус        | Стефан Карґе, Ервін Шваб                               |
| (221918) 2008 UU34  | 2008 UU34            | 20 жовтня 2008    | Обсерваторія Кітт-Пік      | Spacewatch                                             |
| (221919) 2008 WZ92  | 2008 WZ92            | 25 листопада 2008 | Фарра-д'Ізонцо             | Фарра-д'Ізонцо                                         |
| (221920) 2009 KF5   | 2009 KF5             | 23 травня 2009    | Каталінський огляд         | Каталінський огляд                                     |
| (221921) 2009 MD3   | 2009 MD3             | 17 червня 2009    | Обсерваторія Кітт-Пік      | Spacewatch                                             |
| (221922) 2009 OJ    | 2009 OJ              | 16 липня 2009     | Обсерваторія Ла-Саґра      | Обсерваторія Мальорки                                  |
| 221923 Jayeff       | 2009 OD3             | 22 липня 2009     | Мурук (Південна Австралія) | Норман Фола                                            |
| (221924) 2009 OE5   | 2009 OE5             | 23 липня 2009     | Обсерваторія Тікі          | Ноелін Теамо                                           |
| (221925) 2009 ON6   | 2009 ON6             | 26 липня 2009     | Обсерваторія Ла-Саґра      | Обсерваторія Мальорки                                  |
| (221926) 2009 OA9   | 2009 OA9             | 28 липня 2009     | Обсерваторія Ла-Саґра      | Обсерваторія Мальорки                                  |
| (221927) 2009 OQ9   | 2009 OQ9             | 27 липня 2009     | Обсерваторія Ла-Саґра      | Обсерваторія Мальорки                                  |
| (221928) 2009 OD13  | 2009 OD13            | 27 липня 2009     | Обсерваторія Кітт-Пік      | Spacewatch                                             |
| (221929) 2009 OM13  | 2009 OM13            | 27 липня 2009     | Обсерваторія Кітт-Пік      | Spacewatch                                             |
| (221930) 2009 OH15  | 2009 OH15            | 29 липня 2009     | Обсерваторія Тікі          | Ноелін Теамо                                           |
| (221931) 2009 OD18  | 2009 OD18            | 28 липня 2009     | Обсерваторія Кітт-Пік      | Spacewatch                                             |
| (221932) 2009 OL18  | 2009 OL18            | 28 липня 2009     | Обсерваторія Кітт-Пік      | Spacewatch                                             |
| (221933) 2009 PE    | 2009 PE              | 1 серпня 2009     | Обсерваторія Гібіскус      | Ноелін Теамо                                           |
| (221934) 2009 PK1   | 2009 PK1             | 14 серпня 2009    | Обсерваторія Шант-Пердрі   | Франсуа Кюжель                                         |
| (221935) 2009 QF2   | 2009 QF2             | 17 серпня 2009    | Обсерваторія Чрні Врх      | Обсерваторія Чрні Врх                                  |
| (221936) 2009 QP35  | 2009 QP35            | 29 серпня 2009    | Обсерваторія Ла-Саґра      | Обсерваторія Мальорки                                  |
| (221937) 2066 P-L   | 2066 P-L             | 24 вересня 1960   | Паломарська обсерваторія   | К. Й. ван Гаутен, І. ван Гаутен-Ґроневельд, Т. Герельс |
| (221938) 3019 P-L   | 3019 P-L             | 24 вересня 1960   | Паломарська обсерваторія   | К. Й. ван Гаутен, І. ван Гаутен-Ґроневельд, Т. Герельс |
| (221939) 6017 P-L   | 6017 P-L             | 24 вересня 1960   | Паломарська обсерваторія   | К. Й. ван Гаутен, І. ван Гаутен-Ґроневельд, Т. Герельс |
| (221940) 6508 P-L   | 6508 P-L             | 24 вересня 1960   | Паломарська обсерваторія   | К. Й. ван Гаутен, І. ван Гаутен-Ґроневельд, Т. Герельс |
| (221941) 1146 T-2   | 1146 T-2             | 29 вересня 1973   | Паломарська обсерваторія   | К. Й. ван Гаутен, І. ван Гаутен-Ґроневельд, Т. Герельс |
| (221942) 1543 T-2   | 1543 T-2             | 29 вересня 1973   | Паломарська обсерваторія   | К. Й. ван Гаутен, І. ван Гаутен-Ґроневельд, Т. Герельс |
| (221943) 1190 T-3   | 1190 T-3             | 17 жовтня 1977    | Паломарська обсерваторія   | К. Й. ван Гаутен, І. ван Гаутен-Ґроневельд, Т. Герельс |
| (221944) 2339 T-3   | 2339 T-3             | 16 жовтня 1977    | Паломарська обсерваторія   | К. Й. ван Гаутен, І. ван Гаутен-Ґроневельд, Т. Герельс |
| (221945) 3227 T-3   | 3227 T-3             | 16 жовтня 1977    | Паломарська обсерваторія   | К. Й. ван Гаутен, І. ван Гаутен-Ґроневельд, Т. Герельс |
| (221946) 1990 KL1   | 1990 KL1             | 21 травня 1990    | Обсерваторія Кітт-Пік      | Spacewatch                                             |
| (221947) 1992 DW9   | 1992 DW9             | 29 лютого 1992    | Обсерваторія Ла-Сілья      | UESAC                                                  |
| (221948) 1993 FO59  | 1993 FO59            | 19 березня 1993   | Обсерваторія Ла-Сілья      | UESAC                                                  |
| (221949) 1993 SJ9   | 1993 SJ9             | 22 вересня 1993   | Обсерваторія Ла-Сілья      | Анрі Дебеонь, Ерік Вальтер Ельст                       |
| (221950) 1993 TF15  | 1993 TF15            | 9 жовтня 1993     | Обсерваторія Ла-Сілья      | Ерік Вальтер Ельст                                     |
| (221951) 1993 TZ33  | 1993 TZ33            | 9 жовтня 1993     | Обсерваторія Ла-Сілья      | Ерік Вальтер Ельст                                     |
| (221952) 1994 PU15  | 1994 PU15            | 10 серпня 1994    | Обсерваторія Ла-Сілья      | Ерік Вальтер Ельст                                     |
| (221953) 1994 TC13  | 1994 TC13            | 10 жовтня 1994    | Обсерваторія Кітт-Пік      | Spacewatch                                             |
| (221954) 1994 VA5   | 1994 VA5             | 5 листопада 1994  | Обсерваторія Кітт-Пік      | Spacewatch                                             |
| (221955) 1995 CD8   | 1995 CD8             | 2 лютого 1995     | Обсерваторія Кітт-Пік      | Spacewatch                                             |
| (221956) 1995 FW5   | 1995 FW5             | 23 березня 1995   | Обсерваторія Кітт-Пік      | Spacewatch                                             |
| (221957) 1995 FZ19  | 1995 FZ19            | 31 березня 1995   | Обсерваторія Кітт-Пік      | Spacewatch                                             |
| (221958) 1995 MQ6   | 1995 MQ6             | 28 червня 1995    | Обсерваторія Кітт-Пік      | Spacewatch                                             |
| (221959) 1995 OP15  | 1995 OP15            | 26 липня 1995     | Обсерваторія Кітт-Пік      | Spacewatch                                             |
| (221960) 1995 SZ9   | 1995 SZ9             | 17 вересня 1995   | Обсерваторія Кітт-Пік      | Spacewatch                                             |
| (221961) 1995 SY26  | 1995 SY26            | 19 вересня 1995   | Обсерваторія Кітт-Пік      | Spacewatch                                             |
| (221962) 1995 SQ32  | 1995 SQ32            | 21 вересня 1995   | Обсерваторія Кітт-Пік      | Spacewatch                                             |
| (221963) 1995 SY35  | 1995 SY35            | 23 вересня 1995   | Обсерваторія Кітт-Пік      | Spacewatch                                             |
| (221964) 1995 SF37  | 1995 SF37            | 24 вересня 1995   | Обсерваторія Кітт-Пік      | Spacewatch                                             |
| (221965) 1995 SA39  | 1995 SA39            | 24 вересня 1995   | Обсерваторія Кітт-Пік      | Spacewatch                                             |
| (221966) 1995 SW40  | 1995 SW40            | 25 вересня 1995   | Обсерваторія Кітт-Пік      | Spacewatch                                             |
| (221967) 1995 SU62  | 1995 SU62            | 25 вересня 1995   | Обсерваторія Кітт-Пік      | Spacewatch                                             |
| (221968) 1995 SF75  | 1995 SF75            | 19 вересня 1995   | Обсерваторія Кітт-Пік      | Spacewatch                                             |
| (221969) 1995 US20  | 1995 US20            | 19 жовтня 1995    | Обсерваторія Кітт-Пік      | Spacewatch                                             |
| (221970) 1995 UH22  | 1995 UH22            | 19 жовтня 1995    | Обсерваторія Кітт-Пік      | Spacewatch                                             |
| (221971) 1995 UN22  | 1995 UN22            | 19 жовтня 1995    | Обсерваторія Кітт-Пік      | Spacewatch                                             |
| (221972) 1995 UT22  | 1995 UT22            | 19 жовтня 1995    | Обсерваторія Кітт-Пік      | Spacewatch                                             |
| (221973) 1995 UQ55  | 1995 UQ55            | 22 жовтня 1995    | Обсерваторія Кітт-Пік      | Spacewatch                                             |
| (221974) 1995 VV4   | 1995 VV4             | 14 листопада 1995 | Обсерваторія Кітт-Пік      | Spacewatch                                             |
| (221975) 1995 VK9   | 1995 VK9             | 14 листопада 1995 | Обсерваторія Кітт-Пік      | Spacewatch                                             |
| (221976) 1995 VL11  | 1995 VL11            | 15 листопада 1995 | Обсерваторія Кітт-Пік      | Spacewatch                                             |
| (221977) 1995 WG1   | 1995 WG1             | 16 листопада 1995 | Обсерваторія Кума Коґен    | Акімаса Накамура                                       |
| (221978) 1995 WJ16  | 1995 WJ16            | 17 листопада 1995 | Обсерваторія Кітт-Пік      | Spacewatch                                             |
| (221979) 1995 WA27  | 1995 WA27            | 18 листопада 1995 | Обсерваторія Кітт-Пік      | Spacewatch                                             |
| (221980) 1996 EO    | 1996 EO              | 15 березня 1996   | Обсерваторія Галеакала     | NEAT                                                   |
| (221981) 1996 EB13  | 1996 EB13            | 11 березня 1996   | Обсерваторія Кітт-Пік      | Spacewatch                                             |
| (221982) 1996 GW4   | 1996 GW4             | 11 квітня 1996    | Обсерваторія Кітт-Пік      | Spacewatch                                             |
| (221983) 1996 PJ2   | 1996 PJ2             | 12 серпня 1996    | Обсерваторія Ренд          | Джордж Віском                                          |
| (221984) 1996 XU21  | 1996 XU21            | 8 грудня 1996     | Обсерваторія Кітт-Пік      | Spacewatch                                             |
| (221985) 1997 BR5   | 1997 BR5             | 31 січня 1997     | Прескоттська обсерваторія  | Пол Комба                                              |
| (221986) 1997 CR2   | 1997 CR2             | 2 лютого 1997     | Обсерваторія Кітт-Пік      | Spacewatch                                             |
| (221987) 1997 CS12  | 1997 CS12            | 3 лютого 1997     | Обсерваторія Кітт-Пік      | Spacewatch                                             |
| (221988) 1997 EE24  | 1997 EE24            | 5 березня 1997    | Обсерваторія Кітт-Пік      | Spacewatch                                             |
| (221989) 1997 GV1   | 1997 GV1             | 7 квітня 1997     | Обсерваторія Кітт-Пік      | Spacewatch                                             |
| (221990) 1997 GP18  | 1997 GP18            | 3 квітня 1997     | Сокорро (Нью-Мексико)      | LINEAR                                                 |
| (221991) 1997 GB21  | 1997 GB21            | 6 квітня 1997     | Сокорро (Нью-Мексико)      | LINEAR                                                 |
| (221992) 1997 LL5   | 1997 LL5             | 8 червня 1997     | Обсерваторія Кітт-Пік      | Spacewatch                                             |
| (221993) 1997 MM7   | 1997 MM7             | 27 червня 1997    | Обсерваторія Кітт-Пік      | Spacewatch                                             |
| (221994) 1997 PT4   | 1997 PT4             | 11 серпня 1997    | Обсерваторія Мальорки      | Альваро Лопес-Ґарсіа, Рафаель Пачеко                   |
| (221995) 1997 TT21  | 1997 TT21            | 4 жовтня 1997     | Обсерваторія Кітт-Пік      | Spacewatch                                             |
| (221996) 1997 YN1   | 1997 YN1             | 19 грудня 1997    | Станція Сінлун             | SCAP                                                   |
| (221997) 1998 AD1   | 1998 AD1             | 1 січня 1998      | Обсерваторія Кітт-Пік      | Spacewatch                                             |
| (221998) 1998 DL29  | 1998 DL29            | 28 лютого 1998    | Обсерваторія Кітт-Пік      | Spacewatch                                             |
| (221999) 1998 EE18  | 1998 EE18            | 3 березня 1998    | Обсерваторія Ла-Сілья      | Ерік Вальтер Ельст                                     |
| (222000) 1998 FL137 | 1998 FL137           | 28 березня 1998   | Сокорро (Нью-Мексико)      | LINEAR                                                 |